# Chaetodon ephippium
Chaetodon ephippium – gatunek ryby morskiej z rodziny chetonikowatych.

## Występowanie
Gatunek ten występuje na głębokości od 1 do 30 m w tropikalnych wodach regionu indyjsko-malajskiego, wokół tropikalnym wysp Pacyfiku. Odnotowywano występowanie na wodach Cejlonu, na Hawajach, na Markizach, Wyspach Tuamotu (Polinezja Francuska), od południowej Japonii po Nową Południową Walię i Rapę na południu. Preferuje czystą wodę wokół lagun i raf. Pływa samotnie, w parach lub w niewielkich grupach. Dorosłe osobniki raczej w parach, młode samotnie i bliżej brzegu. Odżywia się: nitkowatymi glonami, małymi bezkręgowcami, polipami koralowców i jajami ryb.

## Filatelistyka
Poczta Polska wyemitowała 1 kwietnia 1967 r. znaczek pocztowy przedstawiający Chaetodon ephippium o nominale 7 zł, w serii Ryby egzotyczne. Autorem projektu znaczka był Jerzy Desselberger. Znaczek pozostawał w obiegu do 31 grudnia 1994 r..

Iconographia Zoologica, 1700-1880
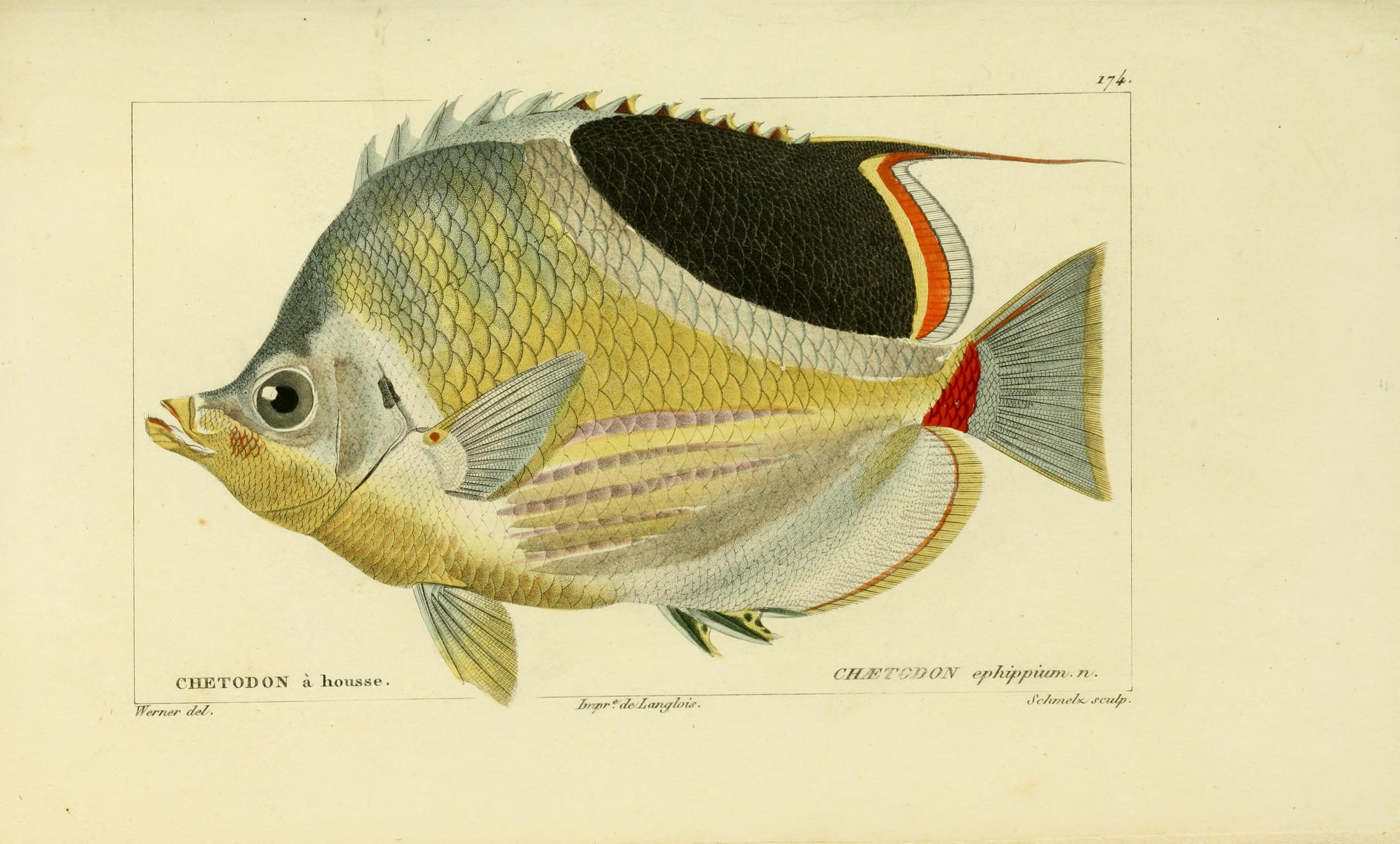
Histoire naturelle des poissons, 1828-1849
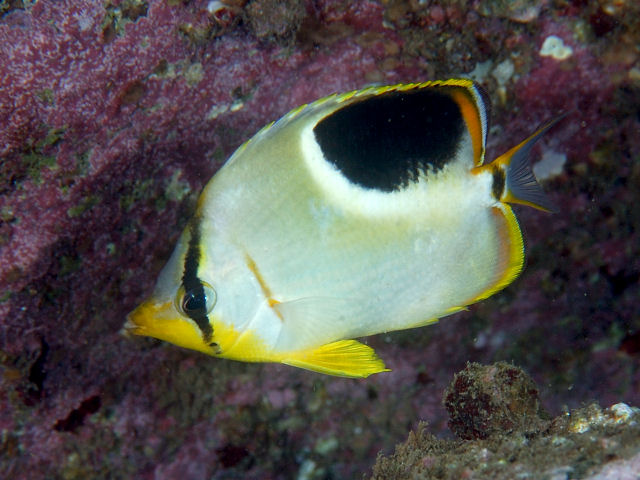
W akwarium
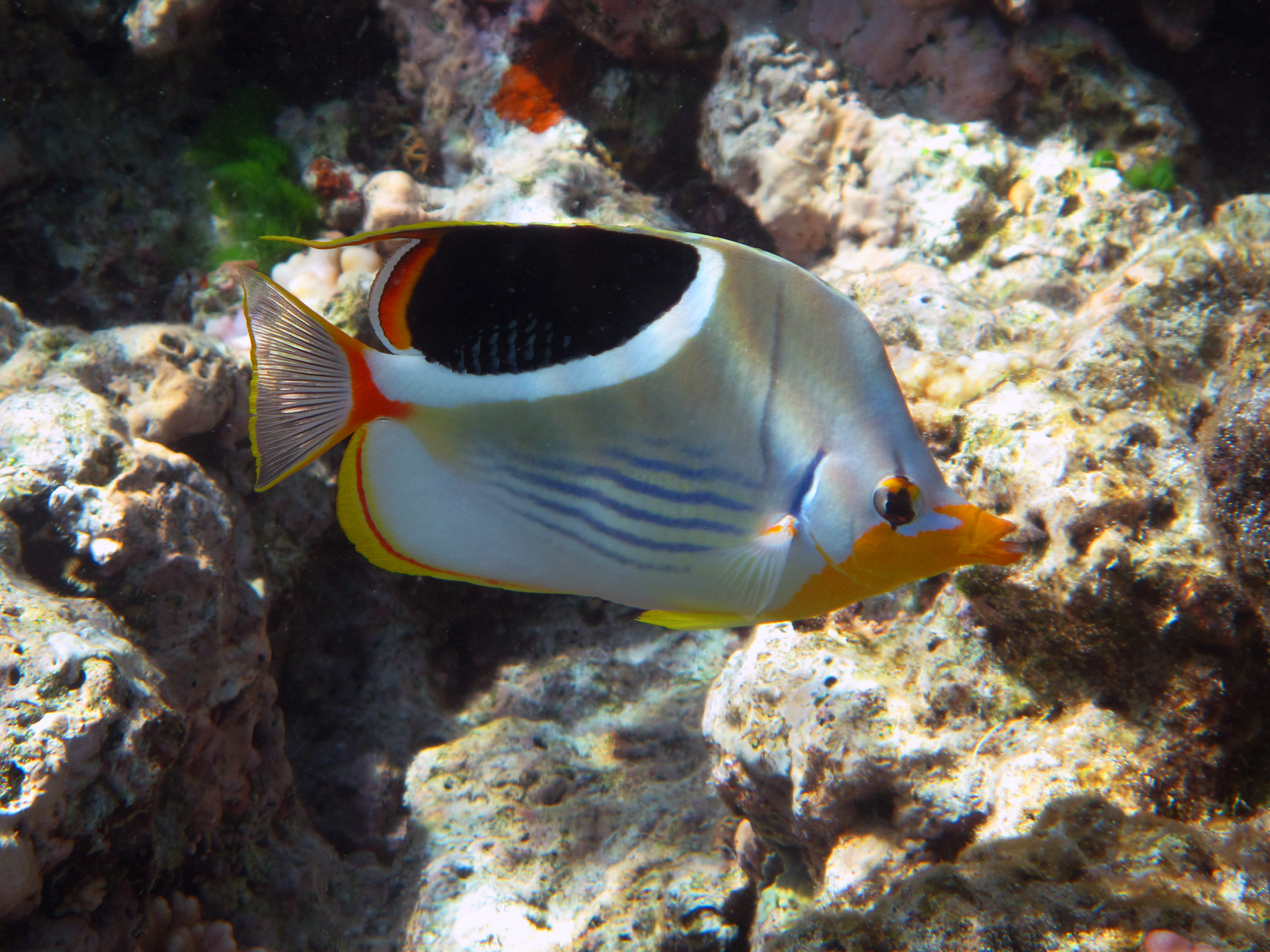
Wielka Rafa Koralowa, 2011
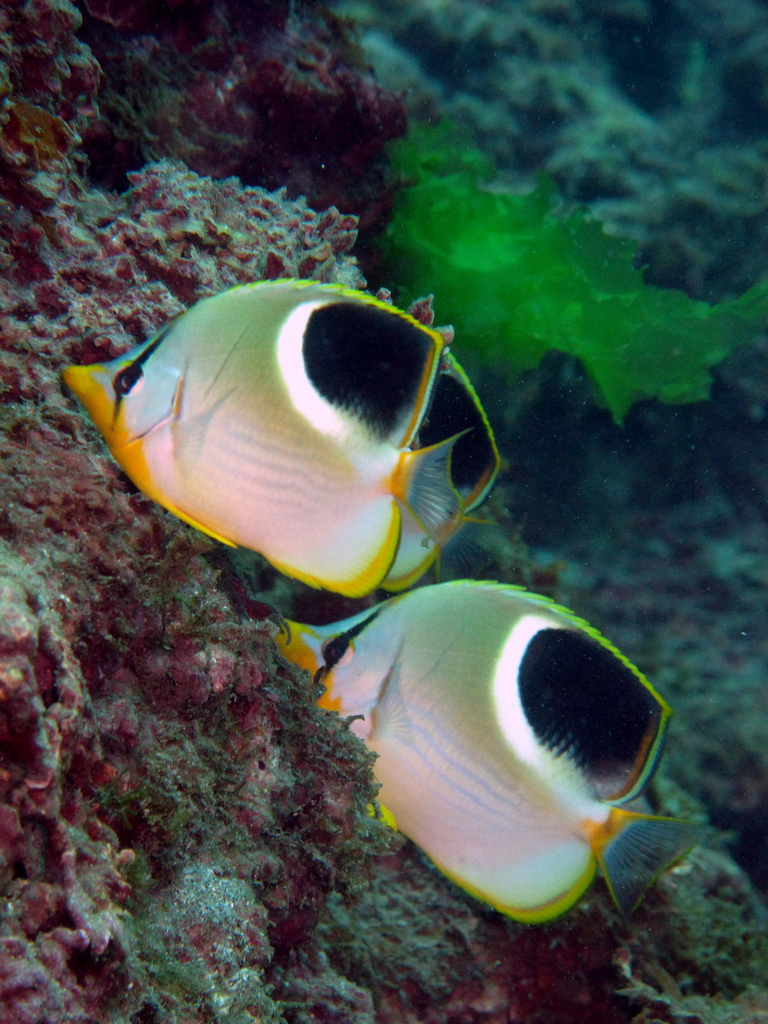
Tajwan, 2011